# Teoria queer
A teoria queer (do inglês: queer theory) é um campo da teoria crítica pós-estruturalista que surgiu no início da década de 1990 a partir de estudos queer e aborda questões sobre orientação sexual e identidade sexual ou de género dos indivíduos.
O termo "teoria queer" está amplamente associado ao estudo de minorias sexuais (LGBTQIAPN+) e à teorização de gênero, e práticas sexuais que existem fora da heterossexualidade e que desafiam ou subvertem a noção de que a heterossexualidade é a norma. Seguindo os desenvolvimentos construtivistas sociais na sociologia, teoristas queer são frequentemente críticos do que consideram visões essencialistas ou hegemônicas da sexualidade e do gênero. Em vez disso, estudam esses conceitos como fenômenos sociais e culturais, muitas vezes por meio de uma análise das categorias, binários e linguagem em que eles são retratados. Outras áreas podem se relacionar interseccionalmente, como antropologia social, psicologia, educação, filosofia, pedagogia e artes.

## Contra as classificações tradicionais
A teoria queer recusa a classificação dos indivíduos em categorias universais como "homossexual", "heterossexual", "homem" ou "mulher", sustentando que estas escondem um número enorme de variações culturais, nenhuma das quais seria mais "fundamental" ou "natural" que as outras. Contra o conceito clássico de género, que distingue o "heterossexual" socialmente aceito (em inglês straight) do "anômalo" (queer), a teoria queer afirma que todas as identidades sociais são igualmente anómalas. Critica-se também as classificações sociais da psicologia, da filosofia, da antropologia e da sociologia tradicionais, baseadas habitualmente na utilização de um único padrão de segmentação — seja a classe social, o sexo, etnia ou qualquer outro — e defende que as identidades sociais se elaboram de forma mais complexa, pela intersecção de múltiplos grupos, correntes e critérios.
Segundo Michael Warner, críticos como Edward Carpenter, Guy Hocquenghem e Jeffrey Weeks já haviam enfatizado a “necessidade de pensar a sexualidade como um campo de poder, como um modo histórico de personalidade e como o local de um objetivo utópico frequentemente crítico.”:3 Enquanto termos como “homossexual” definem identidades particulares com referentes estáveis, a palavra “queer” é definida, em contraste, em relação a uma gama de práticas, comportamentos e questões que só fazem sentido em sua oposição compartilhada às categorias alegadamente “normais”. Esse foco destaca a dívida da teoria queer com o conceito de normalização presente na sociologia do desvio, particularmente através da obra de Michel Foucault, que estudou a normalização da heterossexualidade em sua História da Sexualidade.

## Origens históricas
A teoria queer teve origem nos Estados Unidos em meados da década de 1980 a partir das áreas de estudos gay, lésbicos e feministas, tendo alcançado notoriedade a partir de fins do século passado. Fortemente influenciada pela obra de Foucault, a teoria queer aprofunda as críticas feministas à ideia de que o gênero é parte essencial do ser individual e as investigações de estudos gays e lésbicos sobre o constructo social relativo à natureza dos actos sexuais e das identidades de gênero. Enquanto os estudos gays e lésbicos se centravam na análise das classificações de "natural" ou "contra-natural" em relação aos comportamentos homossexuais, a teoria queer expande o âmbito da análise para abranger todos os tipos de actividade sexual e de identidade classificados como "normativos" ou "desviantes".
Teresa de Lauretis organizou a primeira conferência sobre teoria queer em 1990. De acordo com David Halperin, um dos primeiros teóricos queer, o uso feito por de Lauretis foi controverso no início, pois ela escolheu combinar as palavras "queer", que estava apenas começando a ser usada por ativistas, e "teoria", consolidada na academia. No início da década de 1990, o termo começou a ser legitimado no meio acadêmico.

### Precursores
Não há uma tradição coerente e contínua que levou dos primeiros estudos sexológicos à teoria queer. De qualquer forma, a preocupação com a esfera da sexualidade não vingou na sociologia e na antropologia, mas teve espaço privilegiado a partir de fins do século XIX na psiquiatria e, posteriormente, na psicanálise. A sexologia, ramo psiquiátrico, geralmente classificava e condenava expressões sexuais e de gênero fora da norma vigente, o que é visível na obra de Richard von Krafft-Ebing.
Em contraste com esta vertente conservadora da sexologia, emergiu a obra do médico alemão Magnus Hirschfeld, cujos trabalhos nos inícios do século XX se focaram em desacreditar a dicotomia entre a homo e a heterossexualidade numa perspectiva biológica; a partir de 1908 publicou uma revista em que, pela primeira vez, desenhou o conceito de travestismo, e estudou as diferentes articulações dos papéis sexuais na sociedade da sua época.
Margaret Mead publicou, do ponto de vista da antropologia, o célebre ensaio Sex and Temperament in Three Primitive Societies ("Sexo e Temperamento em Três Sociedades Primitivas"), nas quais a divisão sexual do trabalho e as estruturas de parentesco eram analisadas para explicar os diferentes papéis do gênero nas etnias arapesh, mundugumor e tchambouli. Este estudo proporcionou importante material empírico para questionar a rígida diferenciação entre personagens "femininos" e "masculinos", documentando culturas em que homens e mulheres dividiam entre si práticas consideradas exclusivamente masculinas no Ocidente (como a guerra) ou outras em que a distribuição das tarefas domésticas eram exatamente opostas às ocidentais. As suas descrições dos varões tchambouli, excluídos das tarefas prácticas e administrativas, a quem eram reservados os costumes da maquilhagem e do embelezamento pessoal, foram recebidos com escândalo pela sociedade de época, da mesma forma que a desmitificação da pureza feminina através do estudo das práticas sexuais infantis e adolescentes dos arapesh.
Na década de 1960, a sociologia passou a explorar a sexualidade sob uma perspectiva que colocava em xeque a moral vigente. Fundamental foi o artigo da socióloga britânica Mary MacIntosh "The Homosexual Role", publicado no ano emblemático de 1968, mostrando a (homos)sexualidade como construção social. Na esteira de sua investigação, durante os anos 1970 e começo da década de 1980, emergiram os estudos gays e lésbicos. Entretanto, a despeito do impulso construtivista, esses estudos mantinham a percepção social de que as homossexualidades e outras expressões sexuais dissidentes eram caso minoritário permitindo que a heterossexualidade continuasse a ser vista como "natural".
Foi apenas na segunda metade da década de 1980 que surgiu o impulso para a teoria queer nos estudos filosóficos e literários com base no grupo de autores associados ao chamado movimento pós-estruturalista. A noção do descentramento do sujeito — ou seja, a ideia de que as faculdades intelectuais e espirituais do ser humano não são parte da sua herança biológica, embora se definam em condições biológicas, mas o resultado de uma multiplicidade de processos de socialização, através dos quais se constituem de maneira sumamente diferenciada as noções do eu, do mundo e das capacidades intelectuais para operar abstractamente com este — proporcionou o enquadramento para estudar não apenas os papéis sociais do homem ou da mulher, mas também o reconhecimento de que os indivíduos obtêm a sua condição "masculina" ou "feminina" como produtos histórico-sociais.
A grande influência neste campo foi a monumental História da Sexualidade (1976), que Michel Foucault deixou inacabada quando morreu, na qual se tratam criticamente hipóteses muito extensas sobre os impulsos sexuais, como a distinção entre a suposta liberdade concedida ao desejo no estado natural e a opressão sexual exercida nas civilizações avançadas.

### Evolução a partir do feminismo e lesbianidade
Embora os queers estejam mais próximos dos movimentos gays e lésbicos que dos feministas, muitas das suas raízes ideológicas são comuns ao feminismo americano da década de 1980. Antes desta data, o feminismo, como outros movimentos semelhantes, acreditava que o progresso social se faria por mudanças legislativas. Os argumentos a favor de legislação progressista baseavam-se sempre na comparação entre um determinado grupo minoritário e o cidadão médio, entendido como um homem branco e rico. Vários movimentos começaram, desde a década de 1970, a opôr-se a esta imagem de cidadão universal, numa tendência marcadamente pós-moderna, acelerando a ruptura entre "homem" e "mulher" e materializando o que se viria a chamar, mais tarde, feminismo. O movimento feminista nascente sustentava-se, assim, na noção de diferença, não só entre homens e mulheres, mas também na diferente conceptualização do sujeito e do objecto dos vários fenómenos sociais (como o discurso, a arte, o casamento, etc.).
O movimento feminista viria posteriormente a ser influenciado por dois grandes debates ideológicos no seu seio; a guerra dos sexos, que discutia o papel da pornografia na opressão das mulheres, e a Lavender Menace (ameaça lavanda), referente à aceitação de lésbicas no seio do movimento feminista. Da mesma forma que os inimigos do feminismo utilizavam (e utilizam) com frequência o argumento lesbofóbico do lesbianismo das feministas, uma grande parte das militantes feministas demonstravam, elas próprias, a sua própria lesbofobia ao negar a aceitação de lésbicas no movimento. As lésbicas da lavender menace declaravam ser mais feministas devido ao seu maior afastamento dos homens, enquanto que as feministas heterossexuais argumentavam que os papéis masculino/feminino (butch/fem) no seio dos casais lésbicos não eram mais que cópias do casamento heterossexual. A atenção aos papéis e práticas sexuais, e sobretudo a divisão que toda esta discussão provocou, conduziu ao despontar da teoria queer no início da década de 1990.

### Influência dos estudos literários
Os estudos literários — em especial os de Roland Barthes, Jacques Derrida, Julia Kristeva e seus seguidores — exploraram extensamente as formas pelas quais uma determinada distribuição de tarefas, atributos e papéis dos sexos se difunde através de textos que parecem apenas proporcionar uma descrição de facto; a distinção que dá o nome à teoria, por exemplo, contrapõe tacitamente uma forma "normal" de sexualidade — o casal heterossexual estável — a outras consideradas anormais, sugerindo que as últimas são inadequadas ou prejudiciais.

## Figuras principais
Os primeiros teóricos queer foram Eve Kosofsky Sedgwick, Judith Butler, Michael Warner, David M. Halperin. Atualmente, destacam-se Judith Halberstam, Joshua Gamson, Roderick Ferguson, Steven Epstein, Steven Seidman e começa a se dar uma grande expansão desta linha de estudos pelo mundo. Na Europa, destaca-se o filósofo espanhol radicado na França Paul B. Preciado, autor de "Manifesto Contra-Sexual". No Brasil, destacam-se Larissa Pelúcio, Richard Miskolci e Berenice Bento, além de estudiosos da educação como Guacira Lopes Louro.

### Lista dos principais teóricosqueer
| - Sara Ahmed - Gloria E. Anzaldúa - Berenice Bento - Adriano de León - Lauren Berlant - Leo Bersani - Aaron Betsky - Sofia Golia - Judith Butler - Tim Dean - Lee Edelman - Steven Epstein - Roderick Ferguson - Joshua Gamson | - Larissa Pelúcio - Michel Foucault - Judith Halberstam - David M. Halperin - Eve Kosofsky Sedgwick - David L. Eng - Teresa de Lauretis - Guacira Lopes Louro - Richard Miskolci - Paul B. Preciado - Steven Seidman - Michael Warner - José Esteban Muñoz |

## Críticas
A crítica contra a teoria queer pode ser dividida em três ideias principais:
1. Tem uma deslocação falha, a "crítica sem sujeito" dos estudos queer;
2. A análise insustentável da própria falha;
3. A implicação metodológica, que os estudiosos da sexualidade acabam reiterando e consolidando em categorias sociais.

Normalmente, os críticos da teoria estão preocupados com o fato de que a abordagem obscurece ou destaca completamente as condições materiais que sustentam o discurso. Para Tim Edwards, a teoria queer extrapola muito amplamente da análise textual ao realizar um exame do social. Rosemary Hennessy argumenta que o foco da teoria queer nas representações culturais e discursivas da sexualidade muitas vezes ignora ou minimiza a ênfase feminista materialista no capitalismo e no patriarcado.
A crítica de Adam Green é uma abordagem da teoria queer, que se inclina para uma posição sociológica sobre a questão da sexualidade; principalmente e de forma bastante exclusiva, com foco em questões gays e lésbicas. Green argumenta que a teoria ignora as condições sociais e institucionais dentro das quais lésbicas e gays vivem. Por exemplo, a teoria desmantela a contingência social em alguns casos (posicionamentos de indivíduos homossexuais), enquanto recupera a contingência social em outros (posições racializadas). Assim, nem todo o trabalho teórico queer é tão fiel às suas raízes deconstrucionistas. Refletindo sobre esta questão, Timothy Laurie sugere que "o desejo de resistir às normas, em alguma cultura queer contemporânea, nunca pode ser totalmente reconciliado com um desafio igualmente importante: o de produzir descrições adequadas e dinâmicas de eventos comuns."
O compromisso da teoria com a desconstrução torna quase impossível falar de uma questão "lésbica" ou "gay", uma vez que todas as categorias sociais são desnaturalizadas e reduzidas ao discurso. Assim, a teoria não pode ser uma estrutura para examinar os mesmos ou as subjetividades - incluindo as que se acumulam por raça e classe -, mas sim, devem restringir seu foco analítico ao discurso. Assim, a sociologia e a teoria queer são consideradas como estruturas metodológica e epistemológicamente incomensuráveis por críticos como Adam Isaiah Green. Assim Green escreve que, numa seção introdutória, Michael Warner (anos 1990) desenha a possibilidade de uma teoria queer como uma espécie de intervenção crítica na teoria social (desconstrução radical). Apesar disso, ele se entrelaça entre a objetificação e a desconstrução da identidade sexual. Green argumenta que Warner começa o volume invocando uma política de identidade étnica, solidificando-se em torno de uma desagregação social específica e uma discussão sobre a importância de desconstruir noções de identidades lésbicas e homossexuais. Mas, apesar de seu desconstrucionismo radical, constrói o sujeito queer em termos amplamente convencionais: como lésbicas e gays ligadas por instituições e práticas homofóbicas.
Assim, um dos principais pontos da teoria queer envolve o sujeito através de epistemologias sociológicas convencionais que concebem posições sujeitas constituídas por sistemas de estratificação e organizadas em torno de experiência e identidade compartilhadas.
De outra forma, para Ian Barnard, qualquer consideração da sexualidade deve incluir obrigatoriamente, subjetividades racializadas. Adam Green argumenta que Barnard rejeita implicitamente as concepções teóricas queers da sexualidade com base em que tal trabalho não explica a particularidade das sexualidades racializadas. Ele argumenta que o fracasso ocorre porque os teóricos queers são brancos e, portanto, operam a partir da particularidade de um ponto de vista racial branco. Barnard aspira a recuperar uma análise da raça na teoria queer, propondo que a epistemologia desconstrucionista da teoria queer possa ser usada para decompor a queerness (anormalidade) branca (primeiro) para recuperar uma queerness racializada (segundo). Assim, Adam Green argumenta que a tentativa de Barnard de levar a contingência social a uma teoria queer viola a principal premissa epistemológica da teoria queer. De fato, ao propor que a teoria capture posições de assunto racializadas, Barnard restaura o que significa ser uma pessoa negra. Sua crítica à posição de teóricos queer sobre a questão é, em si mesma, um testemunho da estabilidade da ordem social e do poder dos grupos sociais para marcar um tipo particular de experiência, de subjetividade e, por sua vez, de autor queer. Ele recua a via de uma análise decididamente sociológica da posição do sujeito e do eu. Finalmente, Annamarie Jagose. Green observa que Jagose visa uma análise das barreiras sociais, incluindo aquelas que resultam de raça e etnia. Assim, naquele, Jagose sublinha a forte premissa epistemológica desconstrucionista do termo e/ou teoria queer em geral. No entanto, ela continua analisando identidades e sexualidades "inflexas pela heterossexualidade, raça, gênero e etnia." Assim, Adam Green afirma que, ao defender a incorporação da contingência social dessa maneira, Jagose não oferece vantagem crítica para a teoria queer nem dá clareza ao ponto de vista da teoria. No entanto, sobre o tema da raça, Jagose afirmou que, para uma lésbica negra, o que é de extrema importância é o seu lesbianismo, e não a sua raça. Muitos gays e lésbicas negros atacaram essa abordagem, acusando-a de reinscrever uma identidade essencialmente branca no coração da identidade gay ou lésbica (Jagose, 1996).
Os pontos de vista de Green sugerem conservação e assimilação gay que derivam de uma perspectiva mais tradicional. Suas preocupações com a perda potencial de uma vantagem crítica, incorporando muito discurso sobre identidades não-sexuais, são válidas, no entanto, os teóricos como Ruth Goldman e Cathy J. Cohen, pensam do contrário.
No ensaio de Ruth Goldman, 'Who Is That? Exploring Norms around Sexuality, Race, and Class in Queer Theory, ela examina como a retórica funciona para criar um "discurso normativo dentro da teoria queer", e como essa retórica serve para limitar nossa percepção do queer. Em oposição à crítica de Green, Goldman argumenta que, para cumprir a teoria com a intenção de desafiar o "normal", deve-se fornecer uma estrutura para desafiar outras normas opressivas que se cruzem com a sexualidade (ou seja, racismo, misoginia, classismo, etc.). Reconhecer o cruzamento das múltiplas opressões é desmantelar o quadro numa única questão e, assim, criar uma plataforma para uma análise mais precisa.
A teórica, Cathy J. Cohen, oferece uma crítica complexa em Punks, Bulldaggers e Wellfare Queens: The Radical Potential of Queer Politics que apóia a ideologia de Goldman. Queerness ("anormalidade"), de acordo com Cohen, fornece conceitualizações que quebram a visibilidade binária tradicional. Ao contrário das estruturas baseadas em identidade única - não servindo aqueles com identidades multi-oprimidas - a existência tem o potencial de unir esses aspectos de si mesmo para estimular uma compreensão mais consistente da opressão. No entanto, Cohen expressa preocupações em torno da dicotomia entre  queer e heterossexual. Este binário criou uma direção errada para o diálogo em torno da dinâmica de poder. Assim, uma compreensão insuficiente do poder foi categorizada sexualmente: todos os heterossexuais são caracterizados como privilegiados e todos os queers são considerados oprimidos. Como resultado, a política queer priorizou apenas um fator, a sexualidade como a lente principal através da qual eles estruturam sua ação. Encorajar esse método de pensamento rejeita outros que estão no centro e à margem. Cohen afirma que, para compreender plenamente as vantagens da teoria queer, os ideais precisam ser mais radicalizados; bem como, incentivar o uso de uma lente multifocal ao analisar os problemas.
Green argumenta que queer é, em si mesma, uma categoria que alguns auto identificados "teóricos queer" e "ativistas queer" usam para consolidar uma posição pessoal fora dos regimes normatizadores de gênero e sexualidade. Esses exemplos questionam o grau em que as categorias de identidade precisam para serem consideradas como negativas, no sentido avaliativo desse termo, pois ressaltam os potenciais auto determinadores da proteção do eu - uma ideia lançada primeiro por Michel Foucault nos volumes II e III de sua História da Sexualidade.
O papel da teoria queer, especificamente na substituição do conhecimento histórico e sociológico sobre a vida de lésbicas e gays com a teoria das questões lésbicas e homossexuais, e o deslocamento de estudos de gays e lésbicas por gênero e estudos queer tem sido criticado pelo ativista e escritor Larry Kramer. Kramer cita um livro de Richard Godbeer, professor de história e estudos de gênero na Universidade de Miami, chamado The Overflowing of Friendship. Kramer critica o relato de Godbeer sobre o período colonial do século XVIII. Kramer escreve: "Godbeer está inclinado a convencer-nos de que dois homens na América colonial poderiam ter relacionamentos extremamente obsessivos e apaixonados (relacionamentos classificados por ele como "sentimentais," "amorosos", "românticos"...) [os homens iriam] passar muitas noites na cama conversando sobre o que haveria em seus corações, sem que a questão do sexo surgisse de forma alguma." Kramer não concorda com essa teoria e acredita que a noção das relações e experiências sexuais com mesmo sexo existiram. Além disso, o educador e escritor John D'Emilio argumenta que a identidade gay nem sempre existiu e o surgimento de homens e mulheres homossexuais foi um desenvolvimento posterior relacionado com a disseminação do capitalismo no século XIX. Um sistema capitalista de trabalho livre, propagado na sociedade e a individualidade independente fez com que a família nuclear já não fosse uma unidade econômica tão necessária. Como a família, por sua vez, assumiu um novo papel de unidade emocional afetiva separada do mundo do trabalho e da produção, a ideia de sexualidade foi separada da procriação. A sexualidade, não mais vinculada pelo imperativo de reprodução, experimentou uma mudança e permitiu que as pessoas pensassem de maneira diferente sobre o desejo, criando condições que permitissem a expressão do comportamento homossexual e a construção de uma identidade gay.
Outra crítica é que a teoria queer, em parte porque tipicamente recorre a um jargão muito técnico, é escrito por e para uma estreita elite. É, portanto, tendencioso de classe e também, na prática, apenas conhecido e referenciado em universidades e faculdades (Malinowitz, 1993). Além disso, aqueles em posição de poder, têm acesso aos meios de comunicação, onde podem expressar sua interpretação, definições e descrições de tópicos, às vezes independentemente da precisão. Essas pessoas de poder recebem "ação privilegiada de nomeação". Como resultado, isso pode obscurecer a percepção da realidade para aqueles em contextos institucionalizados. A academia muitas vezes negligencia as obras sobre a teoria de autoria de mulheres ou homens negros. Isso pode ser atribuído ao fato de que as instituições impuseram padrões de avaliações críticas para o que é um trabalho da teoria e o que não é. Esses padrões levaram à apropriação do trabalho que se considerou impróprio e criaram uma exclusão de pessoas que podem acessar o material. Isso conduz a massa do público contra a ideia de entender a teoria; um aspecto importante em relação à compreensão da prática. A institucionalização da teoria queer impôs uma ameaça de domar e domesticar a energia crítica.
Uma crítica inicial sobre a teoria queer que é precisamente "anormal" não se refere a nenhum status sexual específico ou escolha de objeto de gênero. Por exemplo, Halperin (1995) permite que as pessoas heterossexuais possam ser "anormais", as quais alguns acreditam, roubam os gays e as lésbicas quanto ao caráter distintivo do que os faz marginalizados. Dessexualiza a identidade, quando a questão é precisamente sobre uma identidade sexual (Jagose, 1996). Por outro lado, Michael Warner argumenta que o objetivo queer é desafiar a normalidade e não a heterossexualidade. Isso reage ao ponto de Cohen sobre a dicotomia de poder. As pessoas "convencionais" podem ser oprimidas por comportamentos que também são vistos como desviantes sexualmente. Um exemplo é a welfare queen  - uma mulher negra que é marginalizada por sua raça, sexualidade e gênero - todas as identidades que se cruzam para criar esse tipo de opressão.
A crítica contra a teoria queer não se limita aos EUA. Ela é repetidamente criticada pelo Vaticano. O Papa Francisco falou sobre a "colonização ideológica" pela qual ele acusa a teoria queer, e estudos de gênero mais amplamente críticos, de ameaçarem a família tradicional e a heterossexualidade fértil.[carece de fontes?] A França foi um dos primeiros países onde esta reivindicação tornou-se generalizada quando os movimentos católicos marcharam nas ruas de Paris contra o projeto de lei sobre o casamento gay e a adoção homoparental. No livro Queer Theory: The French Response, Bruno Perreau aponta que esse medo tem raízes históricas profundas na França. Ele argumenta que a rejeição da teoria queer expressa ansiedades sobre a identidade nacional e as políticas minoritárias. Grupos minoritários podem trair a nação e preferem identidades supranacionais. Perreau sustenta que a teoria queer mostra que ser parte de um grupo requer a capacidade de criticar a própria nacionalidade. Isso é insuportável para os movimentos reacionários, argumenta Perreau, ainda mais porque a teoria queer baseia-se ironicamente na teoria francesa.